# توشیو تاکاهارا
توشیو تاکاهارا (انگلیسی: Toshio Takahara; ۱ مهٔ ۱۹۲۳ – ۲۶ فوریهٔ ۲۰۰۰) بازیگر اهل ژاپن بود.